# Кристијан Оливер
Кристијан Оливер (Целе, 3. март 1972 — 4. јануар 2024) био је немачки и амерички глумац.

## Биографија
Оливер је рођен у Целеу, а одрастао је у Франкфурту на Мајни. Преселио се у САД да ради као манекен, а затим кренуо на часове глуме у Њујорку и Лос Анђелесу. Године 2003. и 2004, Кристијан је глумио у 28 епизода немачке акционе ТВ серије Alarm für Cobra 11 – Die Autobahnpolizei.